# VV Veendam in het seizoen 1969/70
Het seizoen 1969/1970 was het 16e jaar in het bestaan van de Veendamse betaaldvoetbalclub Veendam. De club kwam uit in de Nederlandse  Eerste divisie en eindigde daarin op de 12e plaats. Tevens deed de club mee aan het toernooi om de KNVB beker, hierin werd in de eerste ronde verloren van Hermes DVS (0–2).

## Wedstrijdstatistieken

### Eerste divisie
|       | Blauw-Wit | FC Den Bosch '67 | SC Cambuur | D.F.C. | Elinkwijk | Excelsior | Fortuna | Fortuna SC | De Graafschap | Helmond Sport | Heracles | HVC   | RCH   | Vitesse | Volendam | De Volewijckers | Willem II |
| ----- | --------- | ---------------- | ---------- | ------ | --------- | --------- | ------- | ---------- | ------------- | ------------- | -------- | ----- | ----- | ------- | -------- | --------------- | --------- |
| Thuis | 1 – 3     | 2 – 0            | 0 – 0      | 0 – 0  | 2 – 4     | 0 – 1     | 0 – 0   | 2 – 1      | 5 – 3         | 4 – 0         | 0 – 0    | 2 – 1 | 1 – 1 | 1 – 1   | 1 – 0    | 1 – 0           | 2 – 1     |
| Uit   | 1 – 0     | 1 – 1            | 0 – 1      | 3 – 2  | 3 – 0     | 3 – 0     | 4 – 2   | 1 – 1      | 3 – 0         | 3 – 2         | 0 – 1    | 2 – 1 | 2 – 0 | 2 – 0   | 1 – 1    | 2 – 2           | 2 – 0     |

### KNVB beker
| 1e ronde                               | Hermes DVS                        | 2 – 0 (1 – 0) | Veendam |
| 19 oktober 1969 Plaats: Schiedam Harga | Cees van Kooten 3' Ger Bakkes 85' |               |         |

## Statistieken Veendam 1969/1970

### Eindstand Veendam in de Nederlandse Eerste divisie 1969 / 1970
| Stand | Gespeeld | Gewonnen | Gelijk | Verloren | Punten | Doelpunten voor | Doelpunten tegen |
| ----- | -------- | -------- | ------ | -------- | ------ | --------------- | ---------------- |
| 12e   | 34       | 10       | 10     | 14       | 30     | 38              | 49               |

### Topscorers
| #      | Naam             | Goal |
| ------ | ---------------- | ---- |
| 1.     | Hans Ooft        | 14   |
| 2.     | Dick Bosschieter | 10   |
| 3.     | Bennie Specken   | 5    |
| 4.     | Jan Blijham      | 3    |
| 5.     | Jetze Pascal     | 2    |
| 5.     | Jan Bont         | 2    |
| 7.     | Peter Doddema    | 1    |
| 7.     | Henk Georg       | 1    |
| Totaal | Totaal           | 38   |

| #      | Naam        | Goal |
| ------ | ----------- | ---- |
| –      | Geen speler | 0    |
| Totaal | Totaal      | 0    |